# Mecanismos de transmissão da dengue
A transmissão da dengue é feita através da picada de mosquitos infectados do gênero Aedes, sendo as principais espécies o Aedes aegypti, Aedes albopictus, Aedes scutellaris, Aedes africanus (Theobald) e o Aedes luteocephalus (Newstead).

## Ciclos de transmissão do vírus dengue

### Intrínseco e extrínseco
A transmissão do vírus DEN compreende dois ciclos: o intrínseco, que ocorre no organismo humano durante a viremia, que vai de um dia antes do aparecimento da febre até o sexto dia da doença, e o extrínseco (no mosquito) em que o vírus se multiplica, por período de oito a doze dias e, a seguir, migra para as glândulas salivares. A partir de então, o vetor torna-se competente para transmitir a doença, até o final da vida, que é de seis a oito semanas para o Ae. aegypti.
As espécies dos subgêneros Finlaya (Aedes niveus (Ludlow)) e do subgênero Diceromyia (Aedes taylori (Edwards) e Aedes furcifer (Edwards)) parecem ser importantes na manutenção do vírus da dengue nas florestas da Ásia e da África. Além das citadas, outras espécies de mosquitos do gênero Aedes foram observadas serem competentes para transmitir o vírus dengue.

### Ciclos silvestre, rural/suburbano e urbano
Outra abordagem, também designada por ciclos, diz respeito aos locais em que ocorre a transmissão, sendo básicos os ciclos silvestre, o rural/suburbano e o urbano.

#### Ciclo silvestre
O ciclo silvestre envolve primatas não humanos e mosquitos de hábitos silvestres, que habitam o dossel das florestas. Os principais mosquitos envolvidos são, na Ásia, os dos subgêneros Finlaya e Stegomyia, sendo comprovada a participação do Aedes niveus, do qual foi isolado DEN-4 na Malásia e DEN de sorotipo desconhecido no Vietnã. Na África, envolve os subgêneros Stegomyia e Diceromyia, dos quais isolou-se DEN-2 de mosquitos coletados na selva. As espécies envolvidas foram o Aedes africanus, o Aedes luteocephalus, o Aedes opok (Corbet & Van Someren), do subgênero Stegomyia, o Aedes taylory e Aedes furcifer, do subgênero Diceromyia. Das amostras de mosquitos das quais isolou-se o DEN-2, duas eram compostos por machos, sugerindo que a transmissão transovariana pode ter papel importante na manutenção do ciclo silvestre.
Nas Américas, o ciclo silvestre carece de maiores estudos. Eventualmente, humanos participam do ciclo silvestre, como se observou na Bolívia, em área remota, onde o A. aegypti não estava presente, mas a população nativa apresentou anticorpos neutralizantes para DEN-2. Não havia relatos de que a população estudada houvesse viajado para fora da região. O mesmo ocorreu na Nigéria, no início da década dos anos 70, em humanos que habitavam áreas onde o Ae. aegypti não era dominante.
No Brasil, o Aedes albopictus foi encontrado, habitando região de florestas em São Paulo e Mato Grosso do Sul, podendo servir de ponte para iniciar o ciclo silvestre da dengue.

#### Ciclo rural/suburbano
O ciclo rural/suburbano envolve humanos e os mosquitos Aedes albopictus, Aedes polynesiensis Marks, Aedes aegypti e Aedes mediovitatus.
O Ae. albopictus é tipicamente vetor rural, embora algumas vezes desempenhe papel secundário nos ciclos urbanos. O ciclo rural, na Ásia, ocorre em pequenos surtos esporádicos e dispersos que, geralmente, não são relatados às autoridades sanitárias. A importância desses episódios pode, portanto, estar subestimada, quando comparada à das grandes epidemias urbanas; (HAWLEY 1988).
Na América, não há notificações de surtos tipicamente rurais, embora o A. albopictus seja encontrado em zona rural. Os surtos ocorrem, em geral, na periferia de centros urbanos. Estudo sugere que nas ilhas do Caribe, onde não há primatas, o ciclo seria mantido pelo A. mediovittatus, mosquito silvestre que teria migrado para o ambiente rural e suburbano. Este apresenta hábitos similares ao A. aegypti e alto grau de antropofilia e avidez, e na manutenção do vírus teria, provavelmente, papel análogo ao do A. albopictus na Ásia. Nesse ciclo, a transmissão transovariana parece ter alguma importância.

#### Ciclo urbano
O ciclo urbano é mantido, entre humanos, principalmente pelo A. aegypti, com participação do A. albopictus e do A. polynesiensis. Nesse ciclo, a transmissão transovariana tem importância e participação mínima, ou mesmo, nula.
Nas Américas, a transmissão ocorre nos centros urbanos, principalmente, mediado pelo A. aegypti. Este é considerado o único vetor da doença no território americano, mesmo em regiões onde há dupla infestação, ou seja, onde coexistem o A. albopictus e o A. aegypti, como é o caso de vários municípios do Estado de São Paulo.

## Transmissão vertical
BOSIO e col. (1992) estudaram a ocorrência da transmissão vertical do vírus da dengue em populações de A. albopictus, em condições de laboratório. Foram utilizadas cinco populações geograficamente distintas, sendo três americanas (Indiannapolis, Houston, New Orleans) e duas asiáticas (Singapura e Japão). Como controles, foram empregadas uma população de Ae. albopictus de laboratório (OAHU) e uma de Ae. aegypti. A variação na transmissão foi grande entre as populações e maior, ainda, entre as famílias de uma mesma população. Análises estatísticas, no entanto, demonstraram que as diferenças observadas não eram significantes. Variações semelhantes foram observadas em trabalhos sobre ADN e alozimas. A competência para a transmissão vertical individual, em algumas famílias, foi semelhante ou maior que de outras espécies do grupo Scutellaris, inclusive, que o A. mediovittatus, o mais eficiente na transmissão vertical, até o momento. As taxas de infecção na geração F1 encontradas foram superiores às observadas em trabalhos anteriores, sugerindo que estas poderiam ter sido subestimadas. A via vertical de transmissão do vírus DEN no A. albopictus foi considerada não muito importante na natureza e até rara. Entretanto, o A. albopictus mostrou-se vetor vertical competente, sendo capaz de fornecer ao vírus DEN-1 mecanismo para ultrapassar o período de inverno e manter o ciclo de vida em períodos inter-epidemias.
Em relação à transmissão sexual, observou-se que mosquitos machos podem contaminar fêmeas, principalmente se albergarem o vírus por mais de 7 dias e a fêmea tiver recebido repasto sangüíneo pelo menos 2 dias antes do acasalamento, o que é raro em ambiente natural. Sem o repasto, a taxa de contaminação é baixa. As fêmeas, provavelmente, não são capazes de transmitir o agente infeccioso por via sexual e, se o fazem, a taxa é baixa. Machos coletados infectados por DEN-1, na natureza, geralmente o são por via vertical ou, muito raramente, por via oral, pela ingestão de néctar contaminado.
Outros exemplos de transmissão vertical, observados em A. albopictus, referem-se aos vírus La Crosse, Saint Louis e San Angelo. Em relação ao último, vale citar, como exemplo, o estudo em linhagem de A. albopictus selecionada para estimativa da taxa de transmissão transovariana (TTO) do vírus San Angelo. A população original de A. albopictus selecionada, por sua alta eficiência na TTO para o San Angelo, foi mantida por 38 gerações, e a Taxa de Infecção Filial (TIF) variou entre as gerações, de acordo com a pressão seletiva aplicada. Quando a pressão era relaxada, a TIF caía e, quando acentuada, a TIF era rapidamente recuperada. As fêmeas de A. albopictus que foram infectadas por via transovariana foram mais eficientes em transmitir o vírus por essa via do que as infectadas artificialmente.
Embora o A. albopictus e o vírus San Angelo não sejam naturalmente associados, eles constituem valioso modelo experimental para estudo dos fatores que influenciam a TTO no grupo dos Bunyavírus (encefalites da Califórnia). Atualmente, os territórios de dispersão do vírus e do mosquito já se sobrepõem, representando mais uma ameaça à saúde pública.
Segundo BOSIO e col. (1992), a transmissão horizontal do vírus DEN pelo A. albopictus é variável.
ROSEN e GUBLER (1974) estudaram a replicação dos quatro sorotipos de vírus de dengue em A. albopictus machos e fêmeas, infectados por via parenteral, e obtiveram títulos altos em ambos os sexos.
GUBLER e ROSEN (1977), comparando os títulos atingidos após a infecção parenteral (em machos e fêmeas) e oral (em fêmeas) observaram que os títulos em fêmeas eram cinco vezes mais altos que em machos, e naquelas infectadas por via oral, os títulos foram mais tardios e mais altos que por infecção parenteral.

## Transmissão horizontal
ROSEN e col. (1985), estudando a sensibilidade de várias espécies e populações de mosquitos aos quatro sorotipos de dengue, notaram que, surpreendentemente, várias espécies comuns de Aedes eram mais susceptíveis à infecção oral para cada um dos 4 sorotipos de dengue que o A. aegypti, incluindo o A. albopictus. Em geral, quando uma população ou espécie era sensível a um sorotipo o era igualmente aos outros três. Quase todas as espécies de Aedes testadas eram uniformemente susceptíveis à infecção parenteral. Os vírus DEN replicaram normalmente na mesma extensão em mosquitos infectados, tanto oralmente, quanto parenteralmente.
BOROMISA e col. (1987), também, estudaram a susceptibilidade oral aos vírus dengue de várias populações de A. albopictus, sendo uma padrão (OHAU), três americanas (Houston, Memphis e New Orleans), três da Malásia e uma do Japão, as quais foram comparadas a uma população americana de A. aegypti. Os A. albopictus foram mais sensíveis à infecção oral que o A. aegypti. As populações americanas apresentaram diferenças entre si, principalmente entre Houston e as outras duas. Houve variação acentuada na susceptibilidade entre as populações, e as barreiras à infecção, localizadas no intestino, foram as mais importantes, embora as das glândulas salivares também estivessem presentes. As populações americanas tiveram resultados mais similares aos da população do Japão que aos da Malásia, o que apoia a hipótese da origem japonesa dos A. albopictus que se instalaram na América.
A importância de barreiras intrínsecas à infecção e transmissão devem ser consideradas no estudo da competência vetora, principalmente na avaliação do papel que determinada população pode desempenhar na transmissão de vírus na natureza. Entretanto, até o momento, nenhum estudo tem avaliado essas barreiras intrínsecas em relação à transmissão de dengue.